# Alfonso Lombardi

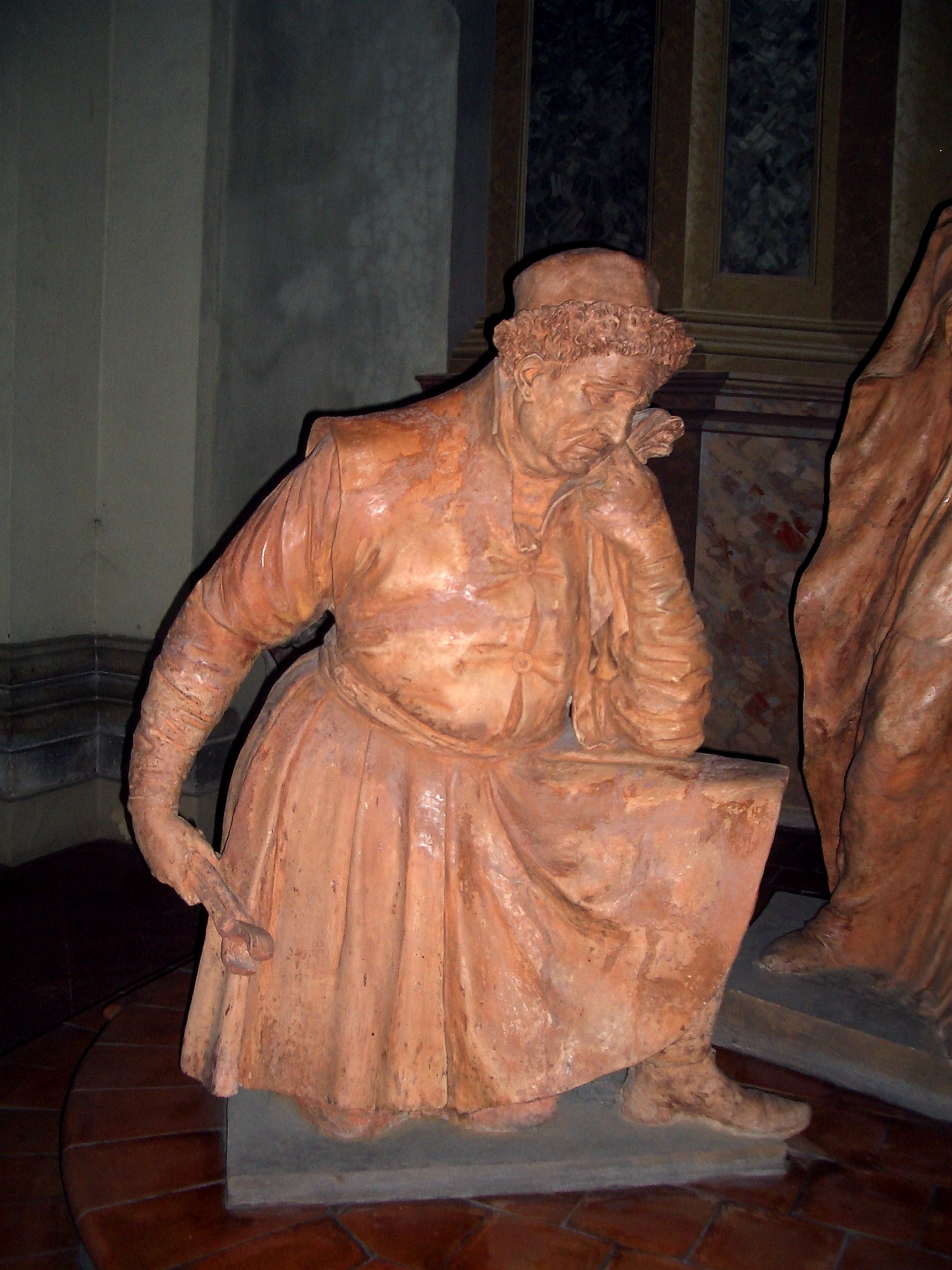
Detalle de Lamentación sobre Cristo muerto, Catedral de Bolonia.

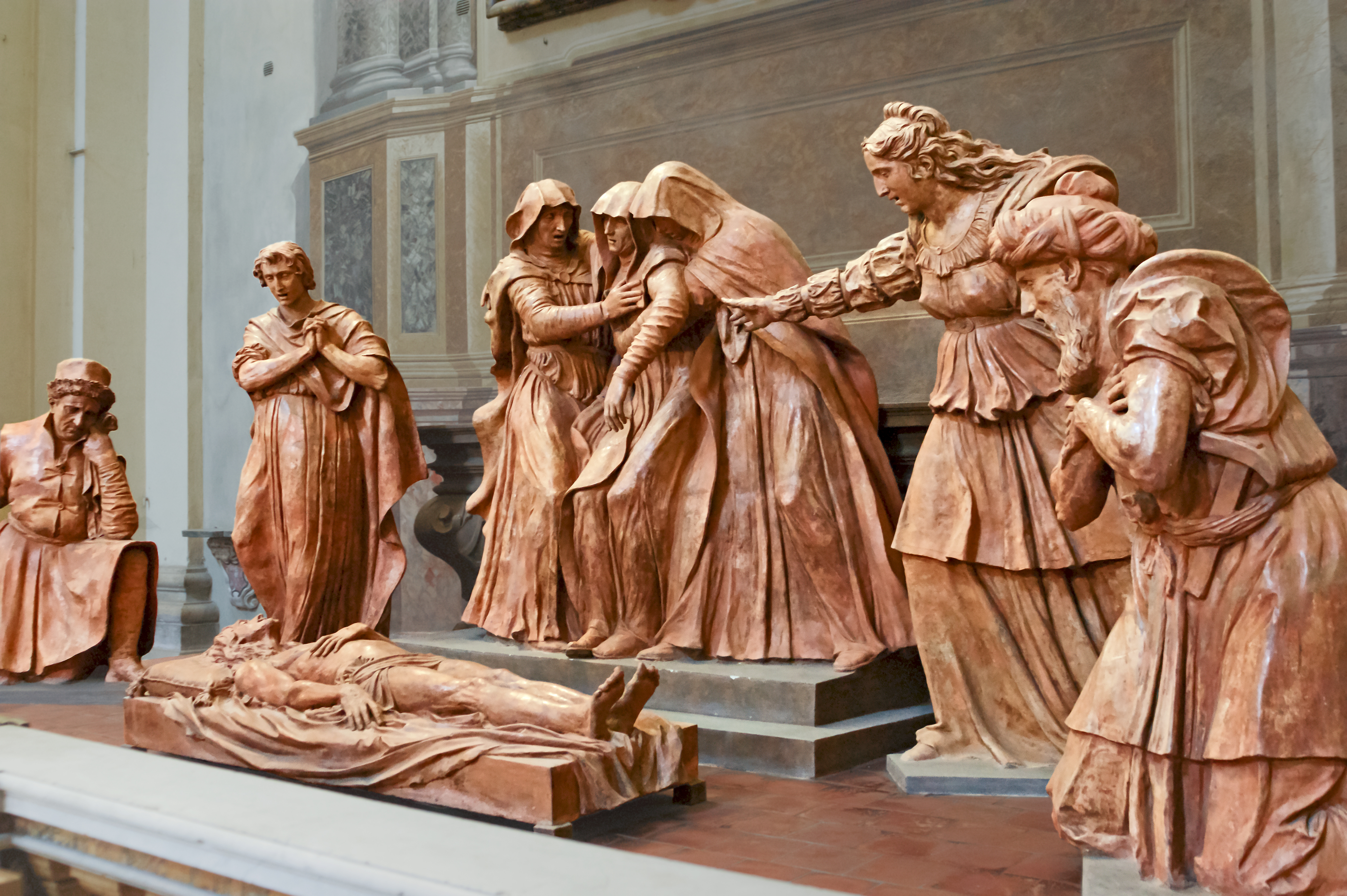
Lamentación sobre Cristo muerto, Catedral de Bolonia.

Alfonso Lombardi (Ferrara, 1497-Bolonia, 1537) fue un escultor italiano activo sobre todo en Bolonia, donde a pesar de su existencia relativamente breve, hizo muchas obras que, además, se conservan todavía en las iglesias más importantes de la ciudad. Trabajó sobre todo el estuco y la terracota, pero demostró saber esculpir el mármol y trabajar el bronce.

## Vida y obra
Giorgio Vasari le dedicó un capítulo entero en su famoso libro de biografías de artistas del renacimiento Le vite de' più eccellenti pittori, scultori e architettori, donde explica sus actividades artísticas, así como las (no siempre edificantes) peripecias personales, la cual cosa es prueba de la fama que alcanzó en su tiempo.
Nació en Ferrara en 1497, y fue aquí donde debió adiestrarse en el arte de la escultura, trabajando el estuco y la terracota, materiales que siguieron siendo sus predilectos.
Alfonso se trasladó a Bolonia poco después de cumplir los veinte años. Es suya la estatua de terracota policromada simulando bronce que se encuentra en el Palazzo d'Accursio, y que representa Hércules abatiendo la Hidra de Lerna, la que le fue encargada en 1519, a raíz de la restauración pontificia del gobierno de la ciudad. Otra obra de carácter público consistió en las cuatro estatuas de los Cuatro Santos Protectores de Bolonia, situados bajo la bóveda del palazzo del Podestá.
En 1522, siempre en Bolonia, recibió el encargo, de hacer para el oratorio de Santa Maria della Vita, un grupo escultórico de catorce estatuas, representando el Tránsito de la Virgen, considerado por muchos como su obra más bella. En efecto, en estas esculturas, Alfonso demuestra estar al corriente de las novedades clasicistas procedentes de Florencia y Roma y la búsqueda de tomar como modelo propio el estilo de Rafael y de Miguel Ángel.
De poco después (ca. 1524) es la Lamentación sobre Cristo muerto, hecha para la catedral boloñesa de San Pedro. En esta obra, Lombardi se muestra como válido continuador de la tradición emiliana de la escultura en terracota, que se expresaba de la mejor manera en los grupos de la «lamentación». Atenúa aún más los tonos populares de Guido Mazzoni y los angustiosos de Niccolò dell'Arca para asumir aspectos más medidos. Las diferencias estilísticas con el grupo del Tránsito de la Virgen han contribuido a ciertos críticos a poner en duda la atribución.
En Bolonia trabajó también en la obra de la Basílica de San Petronio, en algunos relieves para el portal izquierdo.
También realizó obras en Ferrara (son suyos los Bustos de los apóstoles, hoy en día en la catedral de la ciudad), en Castel Bolognese (Grupo del Calvario de la iglesia de San Petronio), en Faenza el Grupo de la Virgen con el niño y los santos Juan Evangelista y Juan Bautista, actualmente en la Pinacoteca Cívica, y en otras ciudades emilianas.
En Bolonia, su reputación se había consolidado, también como retratista, Alfonso supo aprovechar la visita a la ciudad del emperador Carlos V para la ceremonia de coronación (22 de febrero de 1530) haciéndole donación de su retrato en busto esculpido. El mismo Vasari narra el episodio:

Vino en aquel tiempo el emperador Carlos V a Bolonia, porque Tiziano, pintor excelentísimo, pudiera retratar a Su Majestad, lo que dio a Alfonso la oportunidad de entrar por medio de Tiziano, y aprovechando la ocasión comenzó un retrato en estuco. Y con tanta gracia expresó su efigie, que además de la fama que la obra le proporcionó, si el emperador dio mil escudos a Tiziano, a él le correspondieron quinientos.
-Giorgio Vasari, Le vite de' più eccellenti pittori, scultori e architettori, da Cimabue insino a' tempi nostri. Edición para la imprenta de L. Torrentino, Florencia 1550

Al año siguiente le fue encargada, para la basílica de Santo Domingo, la realización de los bajorrelieves para la predela de mármol del Arca de Santo Domingo (Escenas de la vida del Santo Domingo, Adoración de los Reyes Magos), obra de gran prestigio a la vista de los escultores que le precedieron en ella (Nicola Pisano, Miguel Ángel, Niccolò dell'Arca).
El cardenal Hipólito de Médicis lo tomó bajo su protección y se lo llevó a Roma, donde hizo el retrato del papa Clemente VII y otro a la memoria del padre de su protector, Juliano de Médici (obras trasladadas al Palazzo Vecchio de Florencia).
Muerto el cardenal Hipólito en 1535, Alfonso volvió a Bolonia, donde murió prematuramente, a la edad de 41 años.

## Obras
- Tránsito de la Virgen (1522), Oratorio de Santa Maria della Vita, Bolonia.
- Ercole che abatimiento del Idra di Lerna (1519), en el Palazzo d'Accursio, Bolonia.
- Lamentación de Cristo (ca. 1522-1526), en la Catedral de San Pedro, Bolonia.
- Gruppo della Madonna col Bambino ei Santi Giovanni Evangelista e Giovanni Battista, Pinacoteca Civica, Faenza.
- Storie della vita del Santo, Adoración de los Magos, bajorrelieves de mármol de la predela del Arca de Santo Domingo, de la basílica de Santo Domingo.
- Modelos de estuco o en cera Para retratos y medallones fundidos.
- Busto de Clemente VII, duque de Urbino, etc. en el Palazzo Vecchio, Florencia.